# Alice au pays des merveilles (film, 1949)
Pour les articles homonymes, voir Alice au pays des merveilles (homonymie).
Pour plus de détails, voir Fiche technique et Distribution.
Alice au pays des merveilles est un film d'animation franco-britannique avec marionnettes de Lou Bunin, Dallas Bower et Marc Maurette, sorti en 1949.
La carrière de ce film — l'une des multiples adaptations du conte — tourna court sous la pression de Walt Disney Pictures qui voulait protéger la sortie imminente de leur propre long métrage, Alice au pays des merveilles, en 1951.

## Synopsis
À l'université d'Oxford, la reine Victoria est accueillie par le doyen. Les filles de ce doyen sont consignées dans leur chambre durant cette visite royale. Alors, Charles Dodgson emmène les trois filles faire une promenade en barque. Durant ce voyage, il leur raconte l'histoire d'Alice (la plus jeune des trois filles). Il la dit suivant un lapin blanc jusque dans son terrier et lui arrive alors des aventures bien insolites.

## Fiche technique
- Titre alternatif : Alice in Wonderland
- Réalisation : Marc Maurette, Dallas Bower et Louis (Lou) Bunin
- Scénario : Edward Eliscu, Henry Myers et Albert Lewin, d'après Les Aventures d'Alice au pays des merveilles, le livre de Lewis Carroll
- Photographie : Gerald Gibbs, Claude Renoir
- Cadreurs : Walter Wottitz, Gilbert Chain
- Musique : Sol Kaplan
- Chorégraphe : Roland Petit
- Producteur : Marc Maurette
- Monteur : Denys de La Patellière
- Pays : Royaume-Uni, France
- Durée : 96 minutes
- Couleurs : Anscocolor
- Dates de sortie :
  - France : 13 mai 1949
  - États-Unis : 26 juillet 1951

## Distribution
- Carol Marsh : Alice Liddell
- Stephen Murray : le révérend Charles Dodgson dit Lewis Carroll/voix du valet de cœur
- Pamela Brown : la reine Victoria du Royaume-Uni/voix de la Reine de Cœur
- Ernest Milton : le vice-chancelier/voix du Lapin Blanc
- Felix Aylmer : le docteur Liddell/voix du Chat du Cheshire
- Joyce Grenfell : la vilaine duchesse/Dormouse le loir
- David Reed : le prince consort Albert de Saxe-Cobourg-Gotha/voix du Roi de Cœur
- Joan Dale : Edith Liddell
- Elizabeth Henson : Lorena Liddell
- Raymond Bussières : le tailleur/voix du chapelier fou
- Nathalie Alexeief-Darsène
- Jack Train : voix
- Ivan Staff : voix

## Commentaires
D’après plusieurs témoignages, cette adaptation serait assez proche du roman, une satire à peine voilée de l’Angleterre du XIXe siècle, dans laquelle on peut reconnaître la reine Victoria, le prince Albert, le chancelier d’Oxford, le doyen de Christ Church College à Oxford ou Lewis Carroll lui-même dans le rôle du valet de cœur.
Le prologue est tourné en prises de vues réelles puis dans tout le film, Carol Marsh est la seule actrice. Elle a d’abord interprété son rôle seule sur un plateau, les marionnettes ont été ajoutées dans un second temps.
La production a duré du 5 janvier au 11 septembre 1948. La plus grande partie du film a été produite en France par le marionnettiste américain Lou Bunin. Les scènes du début ont été réalisées par Dallas Bower et filmées à Oxford, là où vécurent non seulement Lewis Carroll mais aussi Alice Liddell, celle qui lui avait inspiré son personnage. De fait le propre jardin des Liddell fut utilisé pour le tournage. Les illustrations de John Tenniel pour les éditions du livre constituèrent une source d’inspiration privilégiée.
Deux versions furent tournées simultanément, l’une en français, l’autre en anglais.
Le studio Disney voulant protéger son film a saisi les tribunaux requérant la sortie du film franco-britannique de 18 mois pour le motif que la sortie était prévue dès 1948 mais la justice n'a pas suivi la demande de Disney. Le film de marionnettes est sorti lui aussi le 26 juillet 1951 mais a été éclipsé par le film de Disney. Selon la rumeur, Walt Disney aurait tenté de retarder la sortie du film pour éviter les interférences avec son propre long-métrage, exerçant un véritable chantage sur les laboratoires et les exploitants de salles, et les menaçant de ne plus jamais leur confier de produits Disney.[réf. nécessaire] Soutenu principalement par les investisseurs britanniques, Bunin persévéra, mais les copies furent tirées dans un laboratoire de second ordre et la qualité des couleurs en a pâti.
Le film ne fut projeté aux États-Unis qu’en 1951, pour un nombre limité de projections. Il fut éclipsé par la version Disney. Mais la version en vidéo lui donnera une seconde chance.
Pour les uns, le film franco-britannique serait plus imaginatif, plus ambitieux, plus audacieux et plus joyeux. Pour d’autres, cette version serait plutôt bizarre et manquerait totalement de charme, les marionnettes seraient laides et l’actrice mal fagotée. Toutefois, ces marionnettes occupent un rôle important, notamment du point de vue sociétal et esthétique même si ces dernières font l'objet de nombreuses critiques. En effet, elles viennent renforcer cette idée de satire sociale alors que le film de Dallas Bower est d'abord destiné à un jeune public. Les marionnettes sont utilisées spécifiquement pour incarner les personnages du pays des merveilles en écho aux multiples enjeux esthétiques que l’on trouve dans le roman original de Lewis Caroll. Ainsi, le choix de Lou Bunin d'utiliser ces marionnettes véhicule à la fois cette idée de satire et de caricature mais aussi ce rapport qu’entretient le jeune public à la fiction. On peut alors soulever un double tranchant à la fois esthétique et historique.
Par ailleurs, la sortie aux États-Unis n’aurait été décidée que pour profiter des retombées du film Disney, « infiniment supérieur ».
Apparemment Alice in Wonderland aurait été le premier film à utiliser la technique des incrustations d'images, utilisant de nombreuses scènes où les personnages sont filmés sur fond neutre (aujourd'hui bleu ou vert) puis incrustés sur des animations et décors.